# Tivadar Kosztka Csontváry
Tivadar Kosztka Csontváry (IPA: [ˈtivɒdɒr ˈkostkɒ ˈʧontvaːri], właśc. Kosztka Mihály Tivadar, ur. 5 lipca 1853 w Kisszeben, zm. 20 czerwca 1919 w Budapeszcie) – węgierski malarz, symbolista, z wykształcenia farmaceuta.
Jak sam twierdził, w słoneczne przedpołudnie 13 października 1880 doświadczył mistycznej wizji. Usłyszał głos mówiący mu, że zostanie wielkim malarzem, większym niż Rafael. Odbył podróże po Europie, m.in. zwiedził Watykan. Po powrocie znowu pracował w zawodzie aptekarskim, zbierając pieniądze na dalsze podróże. W 1890 wyruszył w kolejną podróż. Zwiedził Paryż, Dalmację, Włochy, Grecję, Liban, Palestynę, Egipt, Syrię i malował obrazy. Największe jego dzieła powstały między 1903 a 1909. Wystawiał swoje prace w Europie Zachodniej, gdzie spotkał się z pewnym uznaniem. W swojej ojczyźnie uważany był za dziwaka, po części z powodu ekscentrycznych jak na swoje czasy przekonań (był wegetarianinem, abstynentem, pacyfistą).
Zmarł w samotności i biedzie, chorował psychicznie.
O życiu twórcy opowiada ostatni film Zoltána Huszárika Csontváry (1980). W 1982 opublikowano autobiografię malarza.

## Wybrane dzieła

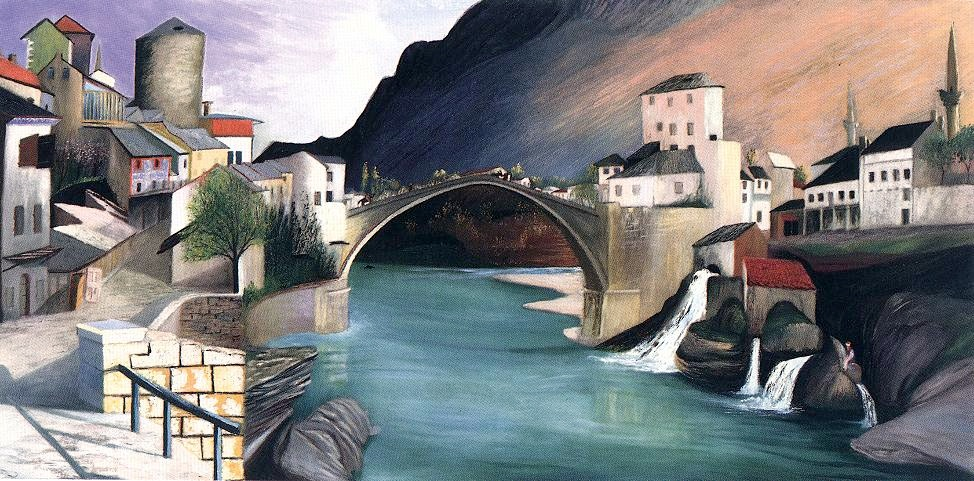
Tivadar Csontváry Kosztka, obraz 1903
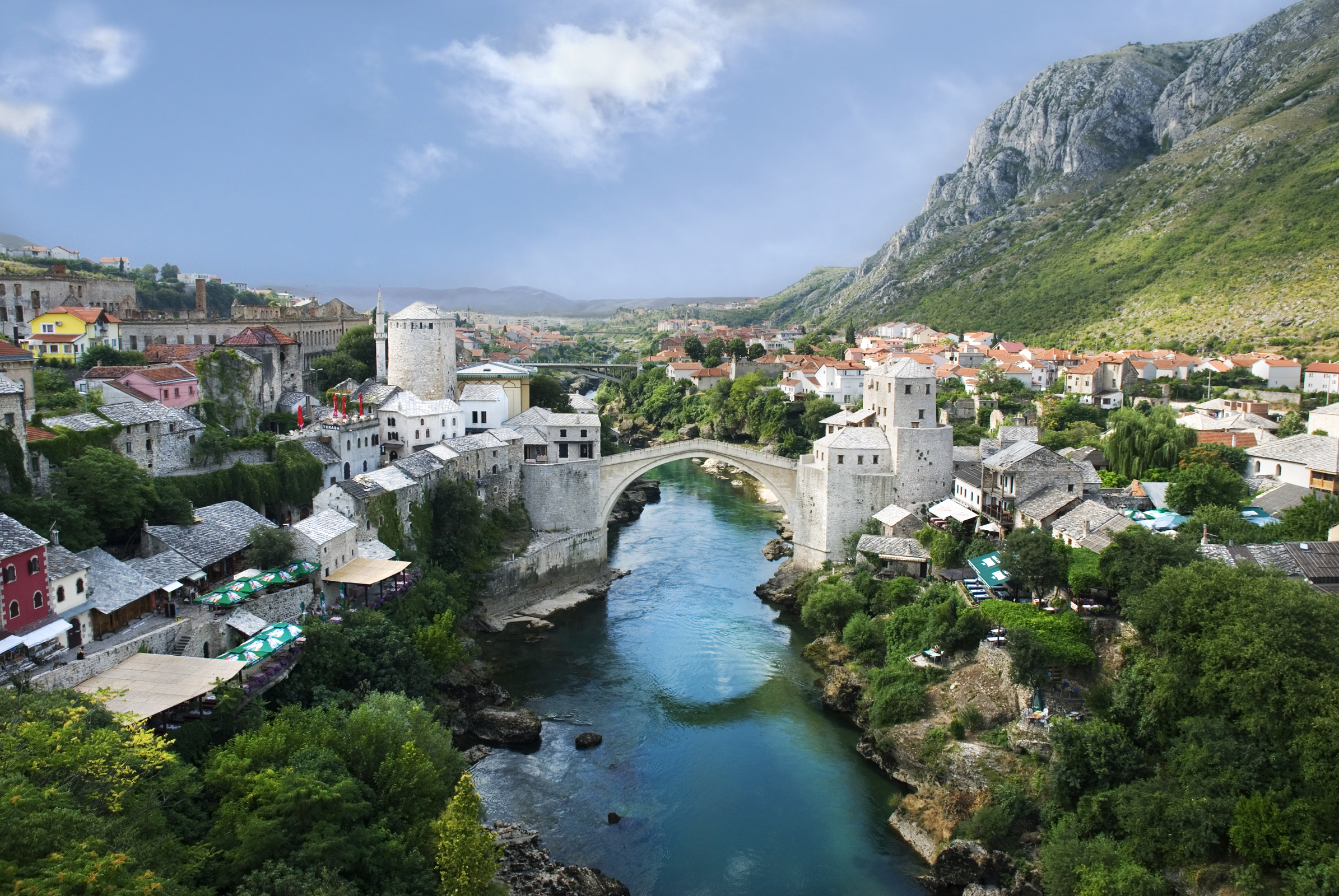
Most z Mostaru, 2007

- Panaszfal
- Nagy-Tarpatak-vízesés
- Görög színház romjai Taorminánál
- Magányos cédrus

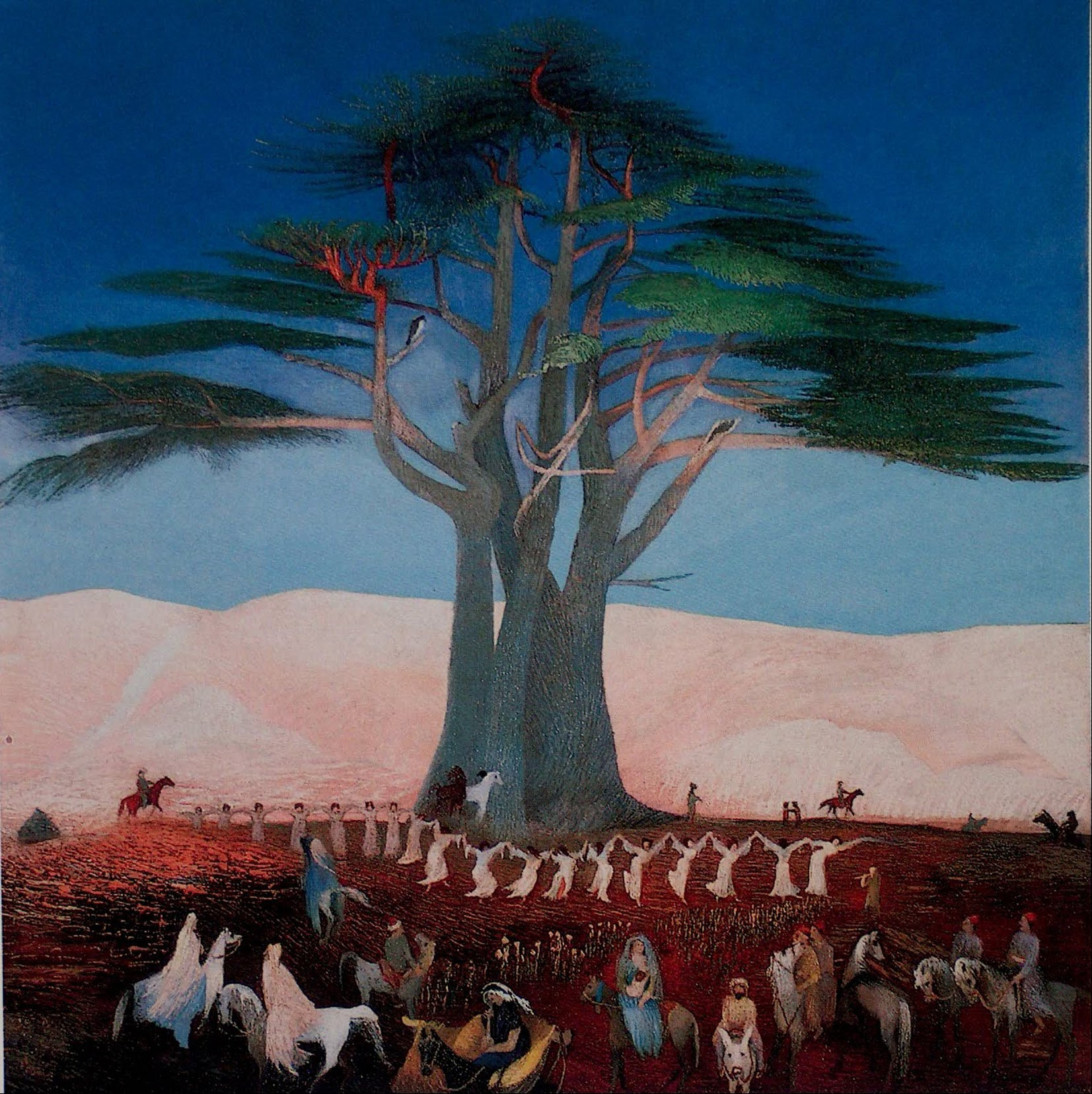
Zarándoklás a cédrusokhoz Libanonban (1907), olej na płótnie, 205×200

- Zarándoklás a cédrusokhoz Libanonban
- Mária kútja Názárethben (1908)
- Tengerparti sétalovaglás (1909)